# Castlederg
Castlederg, irisch Caisleán na Deirge („Burg der (d. h. des Flusses) Deirge“), ist eine Kleinstadt in Nordirland im historischen County Tyrone. Sie gehört zum Distrikt Derry City and Strabane.

## Lage und Bevölkerung
Castlederg liegt im Westen von Nordirland nahe der Grenze zum County Donegal in der Republik Irland. Durch den Ort fließt der River Derg (Abhainn na Deirge, „Fluss der Röte“). Die Stadt besteht aus den Townlands Castlesessagh, Churchtown und Kilcroagh.
Bei der Volkszählung 2011 hatte Castlederg 2985 Einwohner. Von den Bewohnern, die einen Reisepass besaßen, hatten 1245 einen britischen und 817 einen irischen Pass (ein Doppelpass ist in Nordirland möglich).

## Transport
Castlederg liegt an der Regionalstraße B72; die B50 zweigt südlich vom Ort von dieser ab.
Die nordirische Busgesellschaft Ulsterbus bedient Castlederg einige Male am Tag mit der Linie 96 mit Omagh und mit der Linie 100 mit Strabane.
Von 1884 bis 1933 war Castlederg durch eine Schmalspurbahn nach Victoria Bridge an das irische Bahnnetz angeschlossen.

## Der Nordirlandkonflikt
Während des Nordirlandkonflikt kamen in und um Castlederg 25 Menschen ums Leben, wobei die Mehrzahl der Opfer auf das Konto der Provisional IRA ging. Daneben gab es zahlreiche Bombenanschläge.

## Sehenswürdigkeiten
- Im Townland Churchtown befindet sich ein Portal Tomb aus der Jungsteinzeit, das in eine Feldbegrenzung integriert und örtlich als Druid's Altar bekannt ist.[7]

- Am Ufer des Derg Rivers steht die Ruine einer Castlederg genannten Befestigung aus der Zeit der Ulster Plantation in der ersten Hälfte des 17. Jahrhunderts, erbaut von Sir John Davies (1569–1626), Attorney General für Irland. An dieser Stelle befand sich vorher ein Tower House gleichen Namens aus dem späten 15. Jahrhunderts.[8]